# Hakan Gökçek
Hakan Gökçek (* 26. März 1993 in Wien) ist ein österreichischer Fußballspieler.

## Karriere
Gökçek begann seine Karriere beim Post SV Wien. 2004 wechselte er zum First Vienna FC. 2007 kam er in die Jugend des FK Austria Wien. 2010 kehrte er zur Vienna zurück und agierte bereits in seiner ersten Saison in der zweiten Mannschaft mit Spielbetrieb in der sechstklassigen Oberliga B äußerst torgefährlich, wobei er in 16 Ligapartien zu 24 Treffern kam. Diese Leistung konnte er in der darauffolgenden Saison noch einmal steigern, als er mit 40 Toren aus 27 Meisterschaftsspielen überlegen Torschützenkönig wurde und zudem mit der Mannschaft mit die Meisterschaft gewann.
2011 stand Gökçek erstmals im Profikader der Vienna. Sein Debüt in der zweiten Liga gab er im Juli 2011, als er am vierten Spieltag der Saison 2011/12 gegen den SC Austria Lustenau in der 85. Minute für Marco Salvatore eingewechselt wurde. Während er in der Profimannschaft stets hinter den Erwartungen blieb, trat er ausschließlich in der zweiten Mannschaft als Torgarant in Erscheinung. Im Jänner 2014 wechselte er in die Türkei zum Drittligisten Tarsus İdman Yurdu. Nach nur einem halben Jahr und neun Spielen in der Türkei kehrte er zur inzwischen in die Regionalliga abgestiegenen Vienna zurück.
In der Winterpause der Saison 2014/15 wurde Gökçek vom Zweitligisten FC Liefering unter Vertrag genommen, blieb allerdings als Kooperationsspieler bei der Vienna. Nach jener Saison wurde er wieder fest vom First Vienna FC verpflichtet.
Im Jänner 2017 schloss Gökçek sich dem Ligakonkurrenten FCM Traiskirchen an. Für Traiskirchen kam er bis Saisonende zu 13 Regionalligaeinsätzen. Zur Saison 2017/18 wechselte er ein zweites Mal in die Türkei, diesmal zum Drittligisten Tuzlaspor. Für Tuzla machte er 16 Spiele in der TFF 2. Lig. Zur Saison 2018/19 kehrte er nach Österreich zurück und schloss sich dem Regionalligisten FC Marchfeld Donauauen an. Für die Mannsdorfer kam er in zwei Spielzeiten zu 45 Regionalligaeinsätzen, in denen er zwölf Tore erzielte.
Zur Saison 2020/21 schloss er sich dem Ligakonkurrenten SV Stripfing an, kam in der ersten Saison jedoch nur zu zwei Ligaauftritten. Bis zur Winterpause 2021/22 hatte er es in der darauffolgenden Saison immerhin auf sieben Meisterschaftseinsätze und ein -tor gebracht und hatte zudem zwei Ligapartien für die zweite Mannschaft absolviert, ehe er rund um den Jahreswechsel zum Ligakonkurrenten 1. Wiener Neustädter SC wechselte. Für Wiener Neustadt spielte er sechsmal.
Zur Saison 2022/23 zog er weiter innerhalb der Liga zum TWL Elektra. Mit diesem wurde er Meister der Oberliga A.